# Коррадини, Джанкарло
Джанкарло Коррадини (итал. Giancarlo Corradini; 24 февраля 1961, Сассуоло) — итальянский футболист и тренер, играл на позиции защитника.

## Карьера
Джанкарло Коррадини начал свою карьеру в клубе «Сассуоло», затем два года выступал за «Дженоа», откуда перешёл в «Реджану», а из неё в «Торино», в котором дебютировал в серии А в матче с «Вероной». Свою профессиональную карьеру футболиста Коррадини завершил в «Наполи», выступая во время периода побед клуба на внутренней и международной арене, выиграв чемпионат Италии, суперкубок Италии и Кубок УЕФА.
В 1994 году Коррадини начал свою тренерскую деятельность, возглавив молодёжный состав «Модены», но проработал лишь 1 сезон. С 1999 по 2001 год Коррадини работал с юношами «Ювентуса», а затем вошёл в технический штаб Марчело Липпи, главного теренра команды, приведшего клуб к двум чемпионским званиям в 2002 и 2003 годах. В 2004 году, с приходом в «Юве» Фабио Капелло, Коррадини стал ассистентом главного тренера и выиграл два чемпионских звания, позже отменённых из-за Кальчополи.
С отправлением «Ювентуса» в серию В, Капелло принял решение уйти из клуба, приняв мадридский «Реал», позвав с собой и Коррадини, однако тот отказал, решив остаться в «Юве» и работать ассистеном у нового главного тренера клуба Дидье Дешама. В конце сезона 2006/07 Дешам был уволен, а Коррадини был вынужден временно возглавить команду, проведя с ней два матча, в которых «Старая синьора» дважды проиграла. На первой пресс конференции Коррадини представился, как «маленький Моуриньо», из-за того, что он был помощником лучших тренеров Италии.
22 июня 2007 года Коррадини возглавил клуб «Венеция», но был уволен спустя два месяца, вследствие домашнего поражения в первом туре от «Кремонезе». 10 ноября 2008 года Коррадини принял руководство «Кунео», выступающим в серии D, где выступает сын Джанкарло, Кристиано Коррадини. В дебютной игре Коррадини «Кунео» обыграл «Специю», а затем смог вывести команду из «зоны вылета».

## Достижения
- Обладатель Кубка УЕФА: 1989
- Чемпион Италии: 1989/90
- Обладатель Суперкубка Италии: 1990